# Maria José Marques da Silva
Maria José Marques da Silva (* 7. September 1914 in Porto; † 13. Mai 1996 in Porto) war eine portugiesische Architektin.

## Leben und Werk

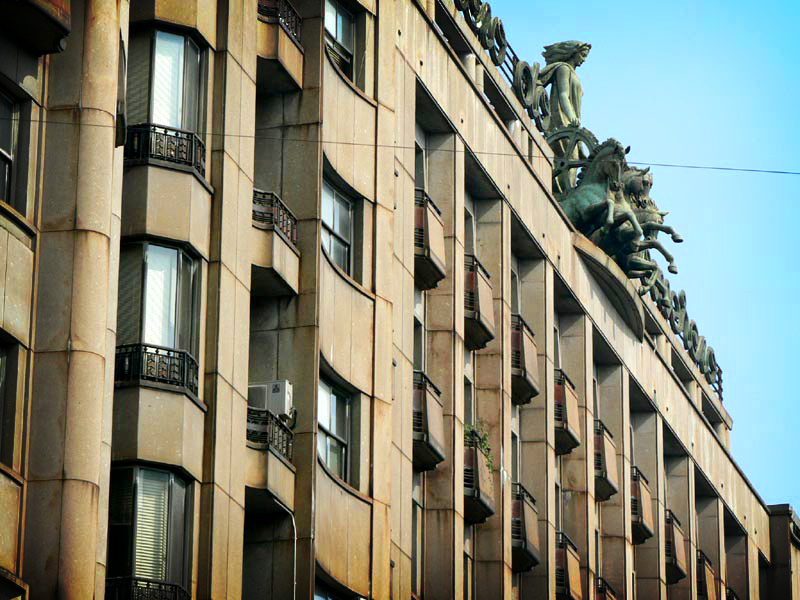
Palácio do Comércio, Rua Sa Bandeira 2, Porto (Foto 2005)

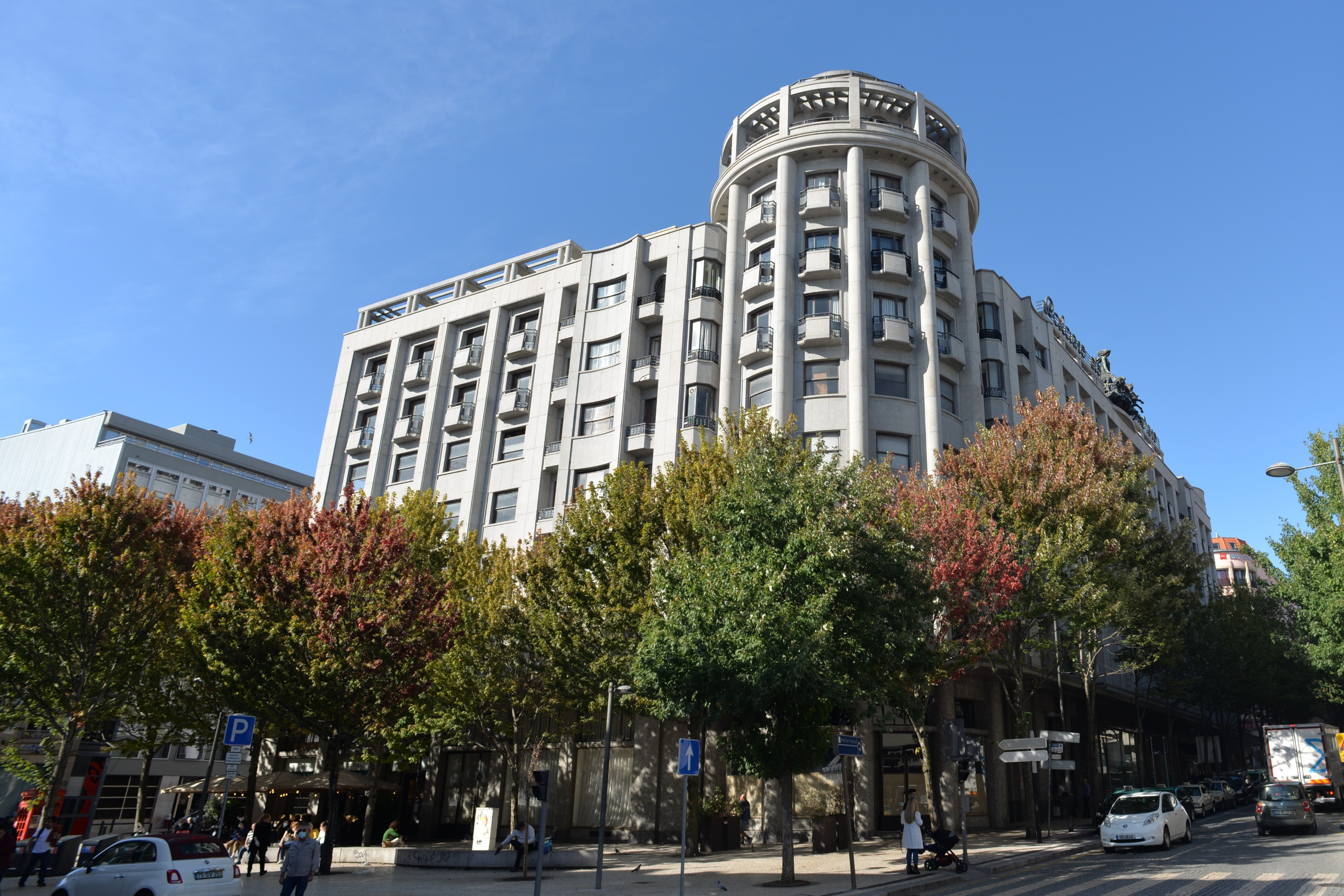
Palácio do Comércio (Foto 2020)

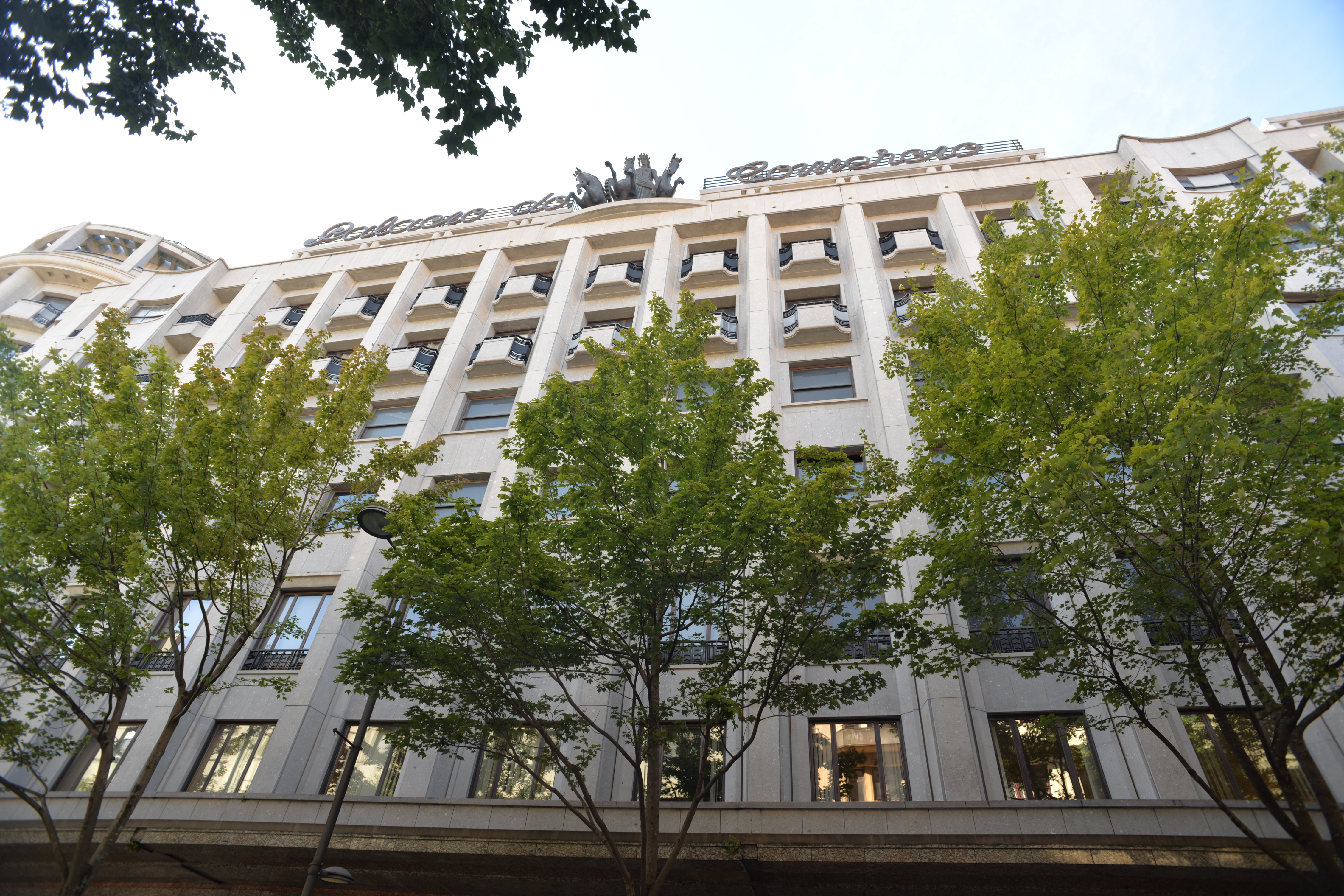
Palácio do Comércio (Foto 2020)

Maria José Marques da Silva Martins war die Tochter von Maria Júlia Lopes Martins und des Architekten und Architekturprofessors José Marques da Silva. Ihre Schwester war Maria Amélia Lopes Martins.
Sie studierte an der Escola Superior de Belas Artes do Porto. Mit ihrem Architekturdiplom (CODA) war sie 1943 die erste Architektin mit Abschluss an dieser Schule. Sie startete ihre Berufstätigkeit im Büro ihres Vaters. Dort lernte sie den Berufskollegen David Moreira da Silva (1909–2002) kennen, den Sohn von José Moreira da Silva, einem Bauunternehmer und Gründer der Cooperativa dos Pedreiros Portuenses. Sie heirateten 1943 und führten ein gemeinsames Büro in Porto (1941–1996).
Im Jahr 1934 wurde ein Gesetz erlassen, dass die Ausarbeitung von städtebaulichen Leitplänen zur Pflicht machte. Nachdem David Moreira da Silva zusammen mit Etienne de Gröer an der Planung für Coimbra und Luanda mitgewirkt hatte, konzentrierte sich das Büro des Ehepaares da Silva ab 1940 auf die Stadtplanung. Ein weiterer Schwerpunkt der Tätigkeit ab den 1940er Jahren lag in der Stadt Porto. Das Paar entwarf den Comércio-Palast (1944–1946) für den Industriellen Delfim Ferreira im Block zwischen der Rua Sá da Bandeira, Fernandes Tomás, Bolhão und Firmeza sowie den Hauptsitz der Genossenschaft Pedreiros (1934–1939) mit dem stadtbildprägenden Hochhaus "Torre Miradouro" (1963–1969) sowie Wohnungen, Geschäften, einem Hotel und einem Restaurant in der Rua da Alegria, das Mietobjekt "Trabalho e Reforma" (Arbeit und Ruhestand, 1949–1953) in der Rua Nossa Senhora de Fátima und den Friedhof Nossa Senhora da Conceição. Von ihnen stammen die Ausbauarbeiten an der Praça Marquês de Pombal. Sie beschäftigten sich mit Beratungstätigkeit, Möbelentwürfen, Innenausstattungen, ländlichen und städtischen Häusern.
Nach dem Tod des Vaters im Jahr 1947 vollendeten Maria José und ihr Mann viele der Projekte von Marques da Silva, wie zum Beispiel das neue Gebäude der Sociedade Martins Sarmento, den städtischen Markt, die Wallfahrtskirche Santuário da Penha, die Kirche S. Torcato in Guimarães und ein Gebäude in der Rua Barjona de Freitas in Barcelos.
In den 70er und 80er Jahren gab das Paar die Planungstätigkeit auf und widmete sich der Landwirtschaft in Barcelos. Maria José Marques da Silva bekleidete jedoch weiterhin ihre Führungspositionen in der Vereinigung portugiesischer Architekten, führte den Vorsitz der regionalen Sektion Nord und organisierte 1986 den vierzigsten Kongress im Palácio da Bolsa.
In ihren letzten Lebensjahren bemühte sie sich, das Andenken an das Leben und das Werk ihres Vaters zu bewahren. Sie initiierte die Gründung des Instituts José Marques da Silva an der Universidade do Porto. Heute widmet sich das Institut der Förderung, dem Studium und der Verbreitung des künstlerischen und architektonischen Erbes von José Marques da Silva und der Sammlung der Werke von Maria José Marques da Silva und David Moreira da Silva sowie weiterer Sammlungen im Bereich Architektur und Stadtplanung.